# Lumps & Bumps
Lumps & Bumps est le surnom d'une collection emblématique de Rei Kawakubo pour sa marque Comme des Garçons. Défilé prêt-à-porter printemps-été 1997, présenté fin 1996, son nom officiel est Body Meets Dress, Dress Meets Body. Celui-ci marque l'histoire de la mode.

## Historique
La collection Body Meets Dress, Dress Meets Body est présentée à Paris, totalement en silence. Elle est composée de jupes et robes ainsi que des vestes vichy à base de silhouettes désordonnées aux formes proéminentes et asymétriques ; elle renverse la balance, avec ses rembourrages amovibles sous des vêtements en nylon extensible, « des masses grumeleuses qui ressemblaient un peu à des injections de collagène devenues folles ». 

### Réception
La majeure partie de la presse ne comprend rien à cette démarche créative, même pour les critiques de mode habitués au style de Kawakubo,. 

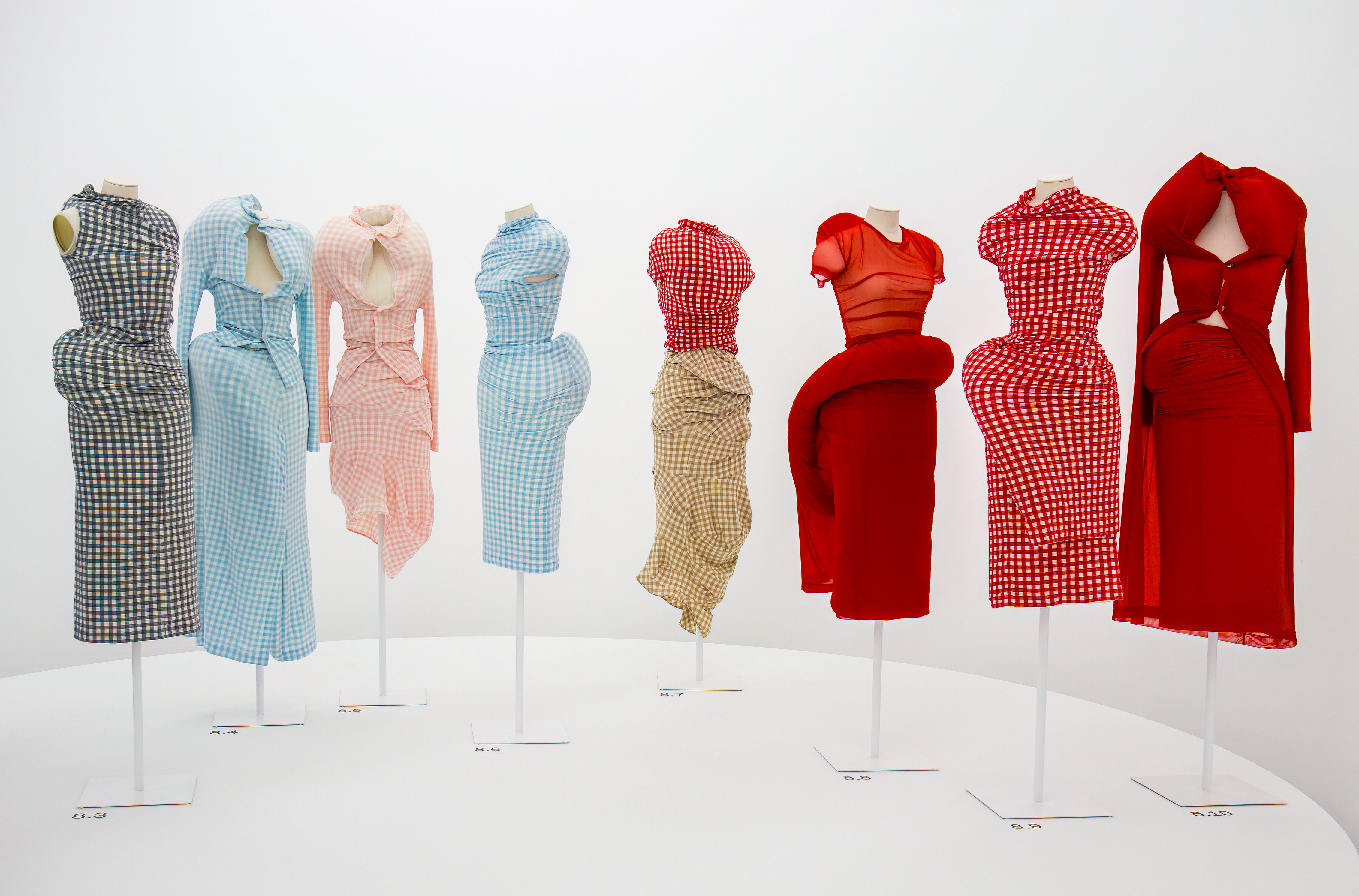
Comme des Garçons, exposition au MET en 2017. Collection Lumps & Bumps 1997.

Le surnom de « style Quasimodo » lui est donné par un photographe hurlant ce nom durant le défilé, pensant à des tumeurs,,. Lumps & Bumps (littéralement « Enflures et protubérances » en français) reste « un surnom qui suggère un corps malade, déformé ou monstrueux » explique la journaliste Rosemary Feitelberg du Los Angeles Times. La respectée journaliste Cathy Horyn écrit, après la présentation : « De profil, les modèles ressemblaient à des bossus ou à des chameaux renversés sur le flanc. Il y avait de plus petites masses en forme de rein sur les épaules et les bras. » Tandis que sa collègue Amy Spindler parle de « toutes nouvelles difformités pour les femmes ». La présentation souhaite, en déformant les corps, questionner sur les canons de la beauté.  La collection comporte pourtant « de jolies robes dans le défilé, tout aussi conceptuelles qu'importables ». 
Les avis alternant entre « scandale » ou « génie », le défilé trouve un écho pratiquement équivalent à sa toute première collection parisienne de 1981. Les applaudissements en fin de défilé durent sept minutes. Cette collection marque durablement la mode,,,,. « L'objectif de Kawakubo n'était pas de déformer le corps féminin mais plutôt d'exprimer une pensée. » tente d'expliquer Cathy Horyn, a posteriori.

### Expositions
- Rei Kawakubo/Comme des Garçons Art of the In-Between (en), Metropolitan Museum of Art, 4 mai au 4 septembre 2017.
- 1997 Fashion Big Bang, Palais Galliera, musée de la Mode de la ville de Paris, jusqu'au 16 juillet 2023[14].